# Ausaris
Ausaris är ett släkte av fjärilar. Ausaris ingår i familjen sikelvingar.

## Dottertaxa tillAusaris, i alfabetisk ordning[1]
- Ausaris albiceris
- Ausaris argenteola
- Ausaris argentifera
- Ausaris argentilinea
- Ausaris argyrobapta
- Ausaris biocularis
- Ausaris bracteata
- Ausaris celebensis
- Ausaris chaotica
- Ausaris chionopepla
- Ausaris crassimaculata
- Ausaris curta
- Ausaris dialitha
- Ausaris discipunctata
- Ausaris forcipulata
- Ausaris formosana
- Ausaris fulvilauta
- Ausaris gelidata
- Ausaris gemina
- Ausaris hirayamai
- Ausaris macnultyi
- Ausaris metaleuca
- Ausaris micacea
- Ausaris morosa
- Ausaris nana
- Ausaris nigeriensis
- Ausaris normalis
- Ausaris obliquistriga
- Ausaris ovata
- Ausaris palleolus
- Ausaris patrana
- Ausaris pilana
- Ausaris praeusta
- Ausaris pulcherrima
- Ausaris saucia
- Ausaris scintillata
- Ausaris serena
- Ausaris simplificaria
- Ausaris splendens
- Ausaris stigmatius
- Ausaris subbasalis
- Ausaris subfasciata
- Ausaris sublimbata
- Ausaris sundobscura
- Ausaris superba
- Ausaris vanbraekeli
- Ausaris yakushimalis